# Swietłana Iszmuratowa
Swietłana Iriekowna Iszmuratowa (ros. Светлана Ирековна Ишмуратова, ur. 20 kwietnia 1972 w Złatouście) – rosyjska biathlonistka pochodzenia tatarskiego, trzykrotna medalistka olimpijska i wielokrotna medalistka mistrzostw świata.

## Kariera
W Pucharze Świata zadebiutowała 8 lutego 1996 roku w Ruhpolding, zajmując 27. miejsce w sprincie. Pierwsze punkty (w sezonach 1984/1985-1999/2000 punktowało 25. najlepszych zawodniczek) wywalczyła 4 stycznia 1997 roku w Oberhofie, kiedy była siódma w tej samej konkurencji. Pierwszy raz na podium zawodów pucharowych stanęła 18 grudnia 1997 roku w Kontiolahti, gdzie sprint ukończyła na trzeciej pozycji. W zawodach tych wyprzedziły ją tylko Niemki Uschi Disl i Martina Zellner. W kolejnych startach jeszcze 23 razy stanęła na podium, odnosząc przy tym dwa zwycięstwa: 15 grudnia 2005 roku w Osrblie i 13 lutego 2006 roku w Turynie wygrywała biegi indywidualne. Najlepsze wyniki osiągnęła w sezonach 1999/2000 i 2005/2006, kiedy zajmowała szóste miejsce w klasyfikacji generalnej. Była też między innymi najlepsza w klasyfikacji biegu indywidualnego w sezonie 2005/2006.
Pierwszy medal zdobyła podczas mistrzostw świata w Hochfilzen/Pokljuce w 1998 roku, gdzie razem z Anną Wołkową, Olgą Romaśko i Albiną Achatową zwyciężyła w biegu drużynowym. Na rozgrywanych trzy lata później mistrzostwach świata w Pokljuce wspólnie z Olgą Pylową, Anną Bogalij-Titowiec i Galiną Kuklewą zdobyła złoty medal w sztafecie. Wynik ten Rosjanki z Iszmuratową w składzie powtórzyły na mistrzostwach świata w Chanty-Mansyjsku w 2003 roku. Cztery dni wcześniej zdobyła też brązowy medal w biegu pościgowym, ulegając tylko Francuzce Sandrine Bailly i Niemce Martinie Glagow. Ponadto w biegu masowym wywalczyła srebrny medal, za swą rodaczką - Achatową.
Zdobyła także srebrny medal w sztafecie na mistrzostwach świata w Oberhofie w 2004 roku oraz kolejny złoty podczas mistrzostw świata w Hochfilzen rok później. W 2005 roku wywalczyła także złoty medal na mistrzostwach świata sztafet mieszanych w Chanty-Mansyjsku. Reprezentacja Rosji wystąpiła tam w składzie: Olga Pylowa, Swietłana Iszmuratowa, Iwan Czeriezow i Nikołaj Krugłow.
W 2002 roku wystartowała na igrzyskach olimpijskich w Salt Lake City, gdzie razem z koleżankami z reprezentacji zajęła trzecie miejsce w sztafecie. Zajęła tam również ósme miejsce w biegu indywidualnym, dziewiętnaste w sprincie i piętnaste w biegu pościgowym. Brała też udział w igrzyskach w Turynie w 2006 roku, gdzie zdobyła dwa medale. Najpierw zwyciężyła w biegu indywidualnym, wyprzedzając Martinę Glagow i Albinę Achatową. Została tym samym pierwszą Rosjanką w historii, która zdobyła tytuł mistrzyni olimpijskiej w tej konkurencji. Ponadto razem z Anną Bogalij-Titowiec, Albiną Achatową i Olgą Zajcewą zwyciężyła także w sztafecie. Była tam też między innymi czwarta w biegu pościgowym, przegrywając walkę o medal z Achatową.
Odznaczona Medalem Orderu „Za zasługi dla Ojczyzny” w 2003 roku oraz Orderem Honoru w 2007 roku.
Jest mężatką, ma syna Michaiła (ur. 2007).
Deputowana Dumy Państwowej Federacji Rosyjskiej z ramienia partii Jedna Rosja.

## Osiągnięcia

### Igrzyska olimpijskie
| Rok  | Miejscowość    | Konkurencje | Konkurencje | Konkurencje | Konkurencje | Konkurencje | Konkurencje | Konkurencje |
| Rok  | Miejscowość    | IN          | SP          | PU          | MS          | RL          | MR          | SR          |
| ---- | -------------- | ----------- | ----------- | ----------- | ----------- | ----------- | ----------- | ----------- |
| 2002 | Salt Lake City | 8.          | 19.         | 15.         | nd.         | 3.          | nd.         | –           |
| 2006 | Turyn          | 1.          | 10.         | 4.          | 12.         | 1.          | nd.         | –           |

### Mistrzostwa świata
| Rok  | Miejscowość      | Konkurencje | Konkurencje | Konkurencje | Konkurencje | Konkurencje | Konkurencje | Konkurencje |
| Rok  | Miejscowość      | IN          | SP          | PU          | MS          | RL          | MR          | SR          |
| ---- | ---------------- | ----------- | ----------- | ----------- | ----------- | ----------- | ----------- | ----------- |
| 1996 | Ruhpolding       | –           | 27.         | –           | nd.         | –           | nd.         | –           |
| 1998 | Pokljuka         | nd.         | nd.         | –           | nd.         | nd.         | nd.         | –           |
| 1999 | Oslo/Kontiolahti | –           | 24.         | 28.         | –           | –           | nd.         | –           |
| 2000 | Oslo             | 54.         | 4.          | 25.         | 9.          | –           | nd.         | –           |
| 2001 | Pokljuka         | –           | 15.         | 16.         | 12.         | 1.          | nd.         | –           |
| 2002 | Oslo             | nd.         | nd.         | nd.         | 10.         | nd.         | nd.         | –           |
| 2003 | Chanty-Mansyjsk  | –           | 4.          | 3.          | 2.          | 1.          | nd.         | –           |
| 2004 | Oberhof          | –           | 9.          | 5.          | DNF         | 2.          | nd.         | –           |
| 2005 | Hochfilzen       | 10.         | –           | –           | 11.         | 1.          | nd.         | –           |
| 2005 | Chanty-Mansyjsk  | nd.         | nd.         | nd.         | nd.         | nd.         | 1.          | –           |

### Puchar Świata

#### Miejsca w klasyfikacji generalnej
| Sezon     | Miejsce |
| --------- | ------- |
| 1995/1996 | -       |
| 1996/1997 | 46.     |
| 1997/1998 | 13.     |
| 1998/1999 | 19.     |
| 1999/2000 | 6.      |
| 2000/2001 | 10.     |
| 2001/2002 | 7.      |
| 2002/2003 | 11.     |
| 2003/2004 | 11.     |
| 2004/2005 | 12.     |
| 2005/2006 | 6.      |

#### Miejsca na podium chronologicznie
| Lp. | Dzień       | Rok  | Miejscowość     | Konkurencja                | Lokata | Pudła   | Czas biegu | Strata  | Zwycięzca                        |
| --- | ----------- | ---- | --------------- | -------------------------- | ------ | ------- | ---------- | ------- | -------------------------------- |
| 1.  | 18 grudnia  | 1997 | Kontiolahti     | Sprint na 7,5 km           | 3.     | ?       | 23:42,2    | +4,1    | Uschi Disl                       |
| 2.  | 20 grudnia  | 1997 | Kontiolahti     | Bieg indywidualny na 15 km | 2.     | ?       | ?          | ?       | Magdalena Forsberg               |
| 3.  | 17 stycznia | 1998 | Anterselva      | Sprint na 7,5 km           | 2.     | 0+1     | 24:56,7    | +7,1    | Nina Łemesz                      |
| 4.  | 16 grudnia  | 1999 | Pokljuka        | Bieg indywidualny na 15 km | 2.     | 1+1+1+0 | 52:44,0    | +49,4   | Uschi Disl                       |
| 5.  | 19 grudnia  | 1999 | Pokljuka        | Bieg masowy na 12,5 km     | 2.     | 0+1+2+0 | 42:01,9    | +1,0    | Andrea Henkel                    |
| 6.  | 7 stycznia  | 2000 | Oberhof         | Bieg pościgowy na 10 km    | 3.     | 1+0+0+0 | 36:29,6    | +54,5   | Ołena Zubryłowa                  |
| 7.  | 12 lutego   | 2000 | Östersund       | Sprint na 7,5 km           | 2.     | 0+0     | 21:26,4    | +28,8   | Galina Kuklewa                   |
| 8.  | 13 lutego   | 2000 | Östersund       | Bieg indywidualny na 15 km | 3.     | 1+1+1+0 | 31:29,3    | +10,4   | Martina Glagow                   |
| 9.  | 21 marca    | 2002 | Oslo            | Sprint na 7,5 km           | 3.     | 0+1     | 22:07,6    | +16,3   | Katrin Apel                      |
| 10. | 13 grudnia  | 2002 | Östersund       | Sprint na 7,5 km           | 2.     | 0+1     | 23:29,4    | +1,7    | Linda Tjørhom                    |
| 11. | 19 stycznia | 2003 | Ruhpolding      | Bieg pościgowy na 10 km    | 3.     | 1+0+0+1 | 33:20,8    | +43,7   | Ekaterina Dafowska               |
| 12. | 16 marca    | 2003 | Chanty-Mansyjsk | Bieg pościgowy na 10 km    | 3.     | 2+1+1+0 | 35:15,6    | +52,3   | Martina Glagow i Sandrine Bailly |
| 13. | 22 marca    | 2003 | Chanty-Mansyjsk | Bieg masowy na 12,5 km     | 2.     | 0+0+0+0 | 37:15,8    | +2,7    | Albina Achatowa                  |
| 14. | 16 stycznia | 2004 | Ruhpolding      | Sprint na 7,5 km           | 2.     | 0+0     | 24:57,2    | +35,7   | Liv Grete Poirée                 |
| 15. | 18 stycznia | 2004 | Ruhpolding      | Bieg pościgowy na 10 km    | 2.     | 1+0+0+1 | 33:18,7    | +1:40,3 | Ekaterina Dafowska               |
| 16. | 21 stycznia | 2004 | Anterselva      | Bieg indywidualny na 15 km | 2.     | 0+1+0+0 | 43:42,8    | +54,1   | Anna Bogalij-Titowiec            |
| 17. | 23 stycznia | 2004 | Anterselva      | Sprint na 7,5 km           | 3.     | 1+0     | 21:24,0    | +23,3   | Natalja Sorokina                 |
| 18. | 11 marca    | 2004 | Oslo            | Sprint na 7,5 km           | 3.     | 0+1     | 21:18,9    | +41,1   | Olga Pylowa                      |
| 19. | 9 grudnia   | 2004 | Oslo            | Bieg indywidualny na 15 km | 2.     | 0+1+0+0 | 44:11,9    | +13,8   | Martina Glagow                   |
| 20. | 16 marca    | 2005 | Chanty-Mansyjsk | Sprint na 7,5 km           | 2.     | 0+0     | 22:59,2    | +25,1   | Katrin Apel                      |
| 21. | 9 grudnia   | 2005 | Hochfilzen      | Sprint na 7,5 km           | 2.     | 0+0     | 22:30,3    | +26,1   | Kati Wilhelm                     |
| 22. | 15 grudnia  | 2005 | Osrblie         | Bieg indywidualny na 15 km | 1.     | 0+0+0+1 | 44:27,7    | –       | –                                |
| 23. | 13 stycznia | 2004 | Ruhpolding      | Sprint na 7,5 km           | 3.     | 0+0     | 24:57,6    | +23,6   | Sandrine Bailly                  |
| 24. | 13 lutego   | 2006 | Turyn           | Bieg indywidualny na 15 km | 1.     | 1+0+1+0 | 49:24,1    | –       | –                                |